# Kolomkachel

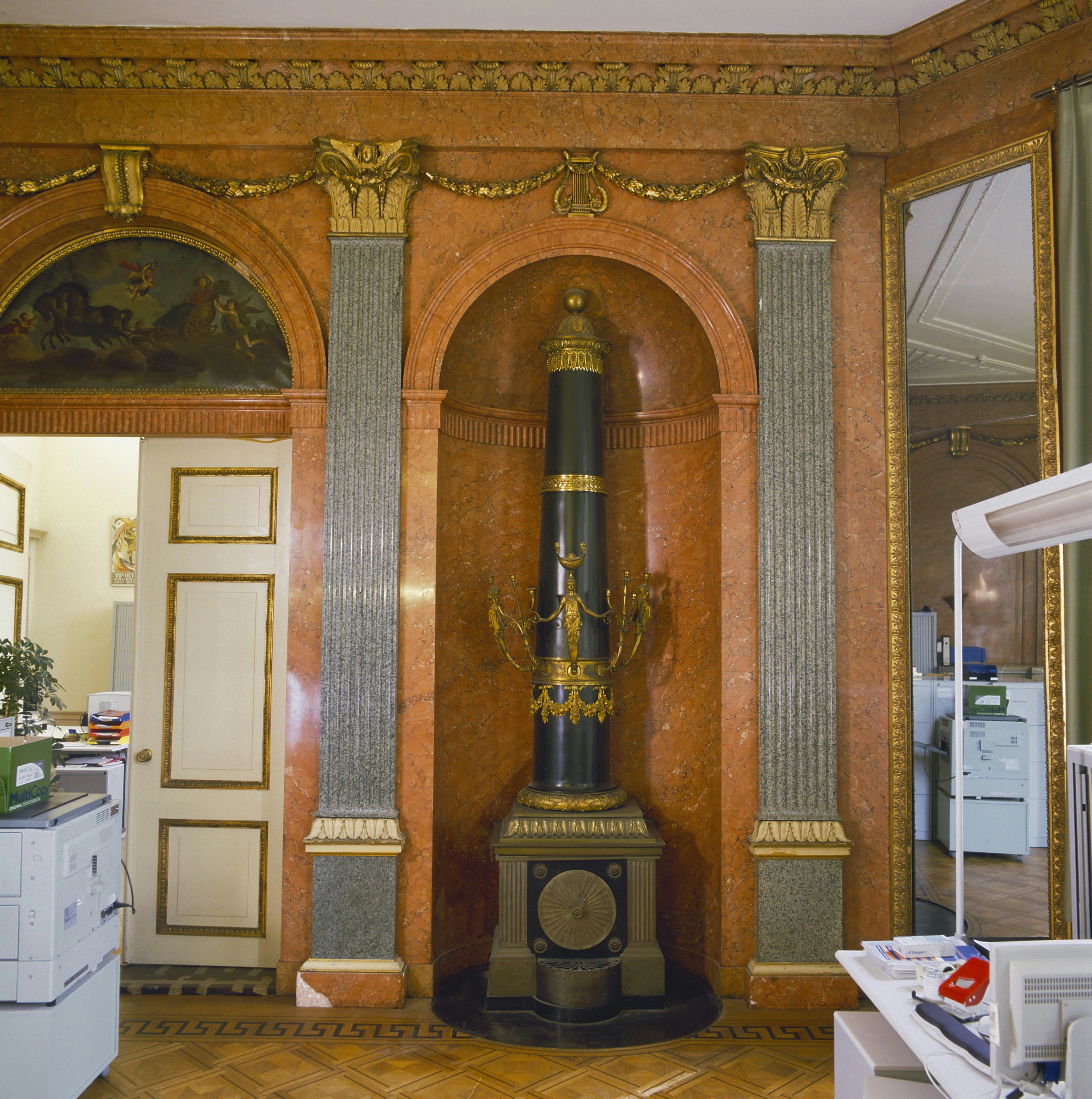
Kolomkachel

Een kolomkachel of kanonkachel was een type kachel dat vooral in de eerste helft van de 19e eeuw populair was.
De kachel bestond uit een verticale gietijzeren of plaatijzeren cilinder, gelijkend op een kanonsloop. Deze was bevestigd op een vierkante of ronde bak op pootjes, waarin zich de aslade bevond. Het pookgat bevond zich halverwege de kolom. Boven op de kolom was een kookplaat aangebracht.
De warmtecapaciteit van de kachel was gering. Voortdurend bijvullen was noodzaak. Als de brandstofvoorraad op was, koelde de kachel snel af. Tijdens het branden werd de kolom echter gloeiend heet. Om de kachel langer te doen branden zonder bijvulling moest een langere kolom worden aangewend.